# Сухинская терма
Сухинская терма или источник Загза — памятник природы, термальный источник, расположенный на берегу озера Байкал в Кабанском районе Республики Бурятии. Термальная вода обладает бальнеологическими свойствами и используется в лечебных целях для лечения нервной системы, кожных заболеваний, болезней опорно-двигательного аппарата, болезней сердечно-сосудистой системы, ожирения и болезней мочеполовой системы. На источнике стоит база отдыха «Загза».

## Термальный источник
Термальны источник Загза это памятник природы, расположенный на восточном побережье озера Байкал, в 120 м от его берега, в устье реки Загза в 3 км на запад от села Сухая Кабанского района Республики Бурятии. Термальная вода обладает бальнеологическими свойствами и используется в лечебных целях в большом крытом бассейне и в душевых базы отдыха «Загза». Источник используется для лечения нервной системы, кожных заболеваний, болезней опорно-двигательного аппарата, болезней сердечно-сосудистой системы, ожирения и болезней мочеполовой системы.
Тип воды в источнике азотно-метановый. Вода слабоминерализованная, гидрокарбонатная натриевая, кремнистно слабосульфидная (с характерным запахом), фтористая. Подземная вода используется для наружного применения и относится к 4 группе бальнеологических вод.
Изучение общего химического состава воды и компонентного состава газов выполнялись в лаборатории ПГК «Сибгеоком» и в ЦИИ «ВСЕГЕИ» в 2015—2020 годах по результатам 17 опробований скважины № 103А. В результате изучения было выяснено, что в воде содержится гидрокарбонат-иона (396—518 мг/л), сульфат-ионы (9-62 мг/л), ионы фтора (0,4-2 мг/л), ионы натрия (186—262 мг/л), ионы кальция (0,5-8 мг/л), ионы магния (до 2 мг/л) и незначительное количество ионов железа. Была установлена связь между изменением температуры воды (колеблется от 46,9 до 52 °C) и общей минерализацией, что характеризуется интенсивностью смешивания воды.
До открытия источника на этом месте было незамерзающее болото с запахом сероводорода. В 1932 году для выяснения наличия нефти пробурили первую скважину № 1203 до глубины 282,4 м. На глубине в 255,7 м начался бурный выход газа вперемешку с термальной водой. Вторую скважину № 9, глубиной до 285 м, пробурили в 1936 году, температура воды в ней была 31 °C с обильным содержанием газа. Третью скважину № 27, глубиной 150 м, с безнапорной термальной водой пробурили в 1938—1940 годах.
Скважину № 103А (четвертую по счёту), использующиеся в построенном термальном бассейне, пробурили в 1990 году. При бурении этой скважины, на глубине около 278 м, произошел выброс фонтана воды и газа. Бурение было прекращено и через несколько суток самоизлив из скважины установился на уровне в 7 м от поверхности с дебитом 2.0-2.1 л/с и температурой воды 50-52 °C. Такая температура сохраняется и в 2020-х года, то есть в течение более 30 лет. В 2006 году на скважину был поставлен дегазатор.
В 1993 году на скважине № 103А установлены наблюдения за составом воды и изменением концентрации радона. С 2006 года процесс регистрации изменения радона был автоматизирован. На 2020 год лаборатория методов сейсмопрогноза ГИН СО РАН вахтовым методом проводит наблюдения на скважине для «целей сейсмического мониторинга опасных сейсмогенных структур вблизи залесенных и развитых промышленных районов Прибайкалья».
С 2015 года в рамках мероприятия геологического изучения опасных процессов, связанных с миграцией углеводородов в Центральной экологической зоне исследовательский институт ВСЕГЕИ скважину № 103А включили в сеть мониторинга в качестве пункта наблюдения № 1. Всего было введено 14 таких пунктов расположенных от поселка Мурино в Иркутской области и заканчивая бухтой Змеиной Чивыркуйского залива в Республики Бурятия.
В 2000-х годах сотрудниками Геологического института СО РАН проводились сборы информации о 61 термальном источнике в Забайкалье: температура, pH, данные о макро и микрокомпонентном и т. п., включая источник в деревне Сухая.

## Курорт Загза
На базе отдыха «Загза», построенном на источнике в 2000-х годах, есть крытый бассейн, имеются раздевалки. Никаких таймеров по заходу и выходу из воды нет, сколько находится в воде, чтобы не навредить здоровью туристы должны узнавать самостоятельно, врачей тоже нет. Ответственность от последствий пребывания в бассейне лежит полностью на туристах. Туристам необходимо учитывать, что после выхода из бассейна, нельзя ни в коем случае простужаться. В зимнее время база отдыха бывает переполнена, интернет работает с перебоями, имеется общественный WI-Fi (необходимо учитывать риски при подключения к общедоступным сетям). На территории базы отдыха установлены деревянные скульптуры на тему древнерусских богатырей, викингов.
В 2021 году базу отдыха по решению Восточно-Байкальской межрайонной природоохранной прокуратуры закрывали до устранения нарушений за «незаконное использование источника путем прокладки трубопровода от термального минерального источника „Загза“ до турбазы в поселке Новый Энхалук», а также за то, что «лечебная вода использовалась для наполнения крытого бассейна и купели, иных хозяйственных нужд, в том числе стирки вещей». После закрытия базы отдыха турристы приезжали на источник «дикарями»: они расскапывали небольшие ямки, ждали когда они наполнятся водой и принимали ванну таким образом. В 2024 году база отдыха получила лицензию на скважину и снова заработала.

База отдыха Загза (май 2025 года)
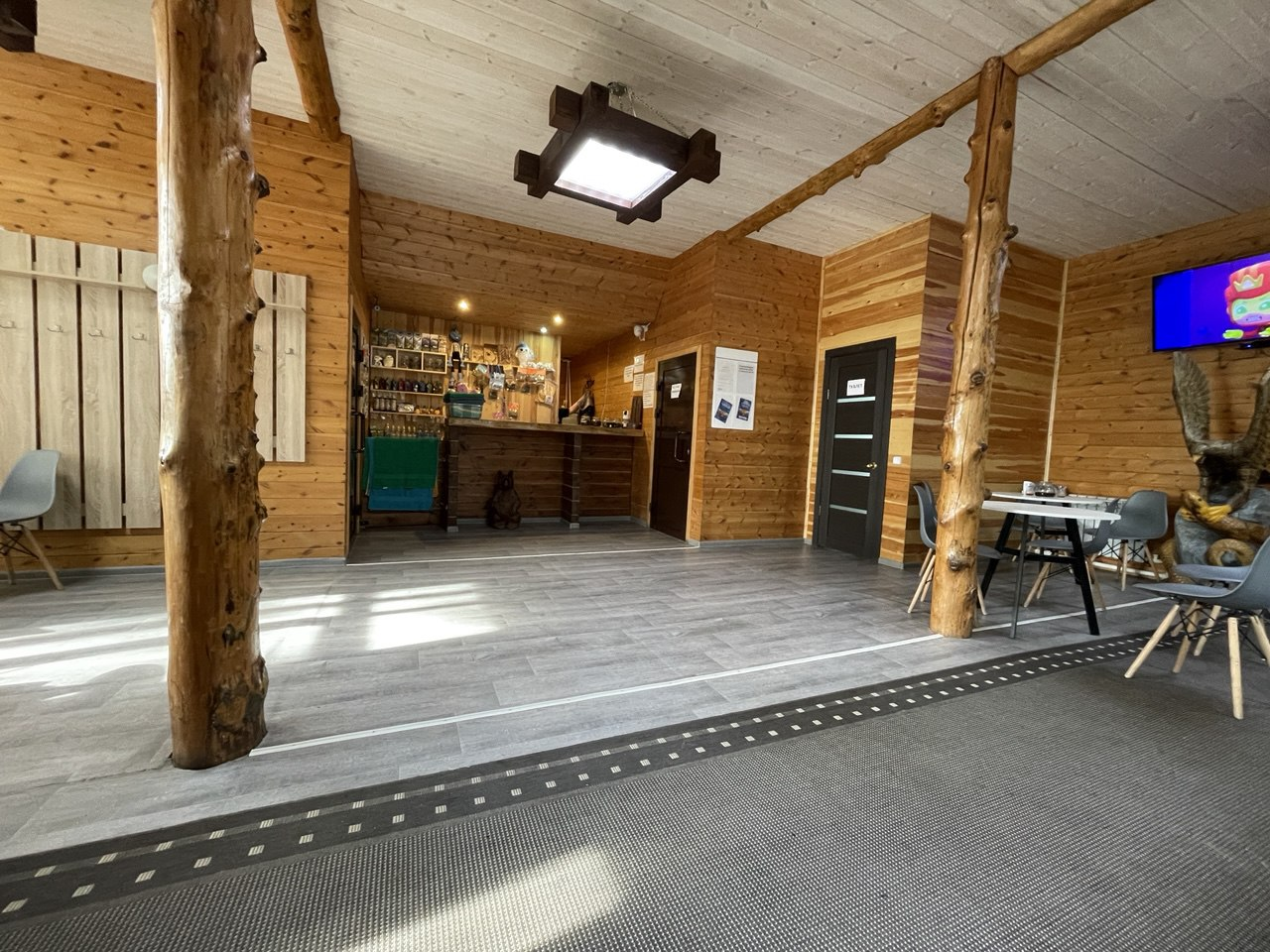
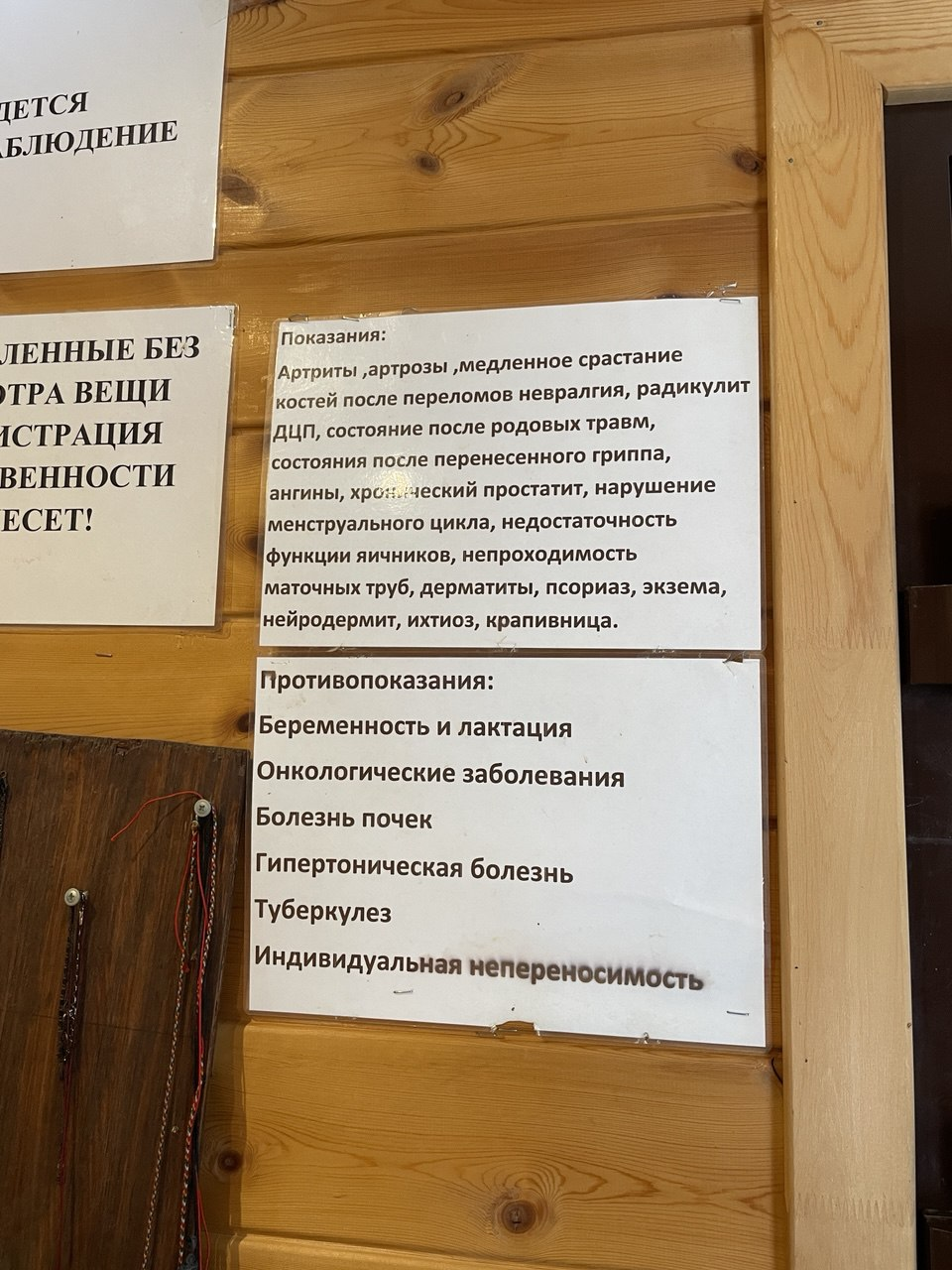
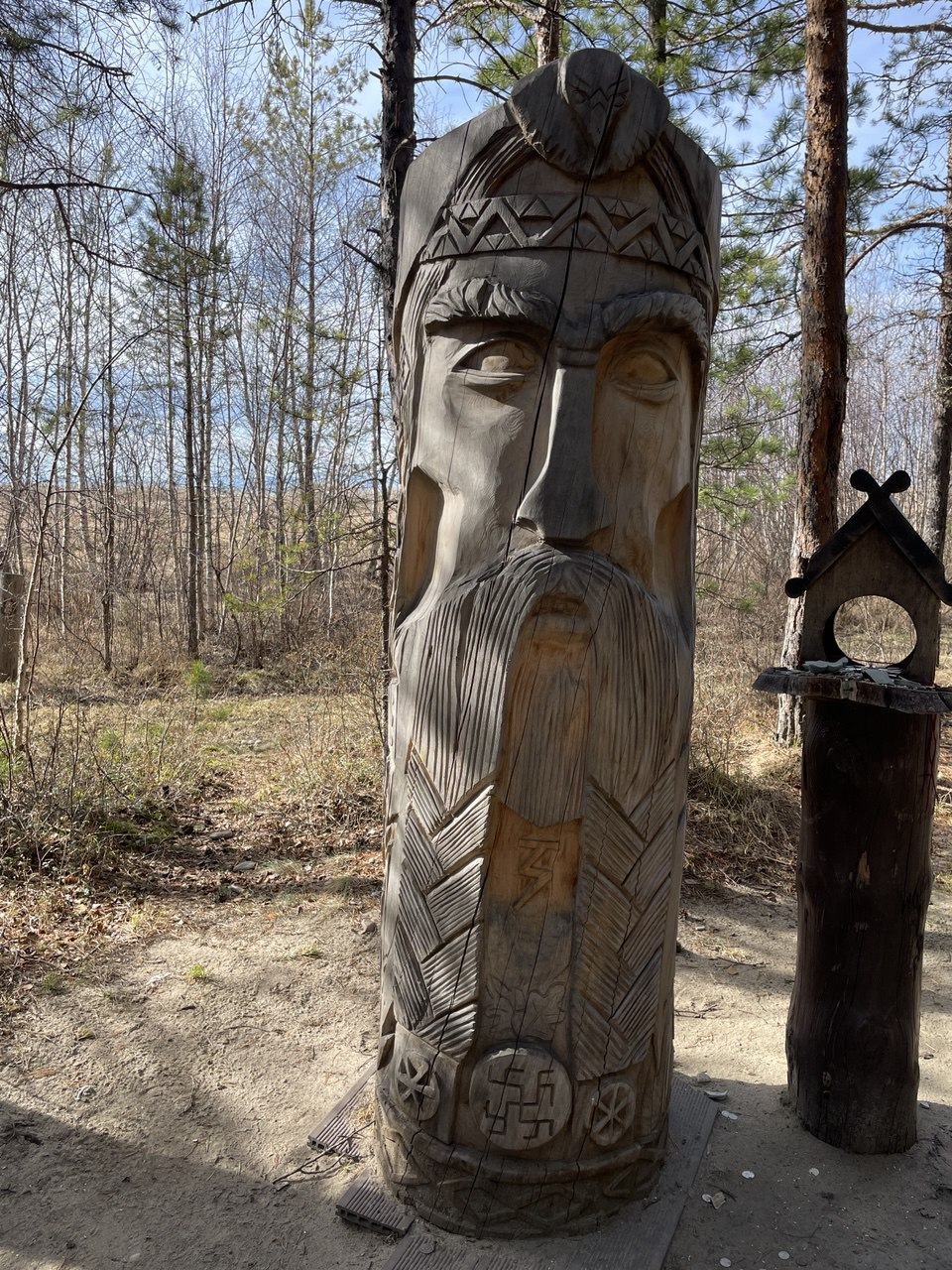
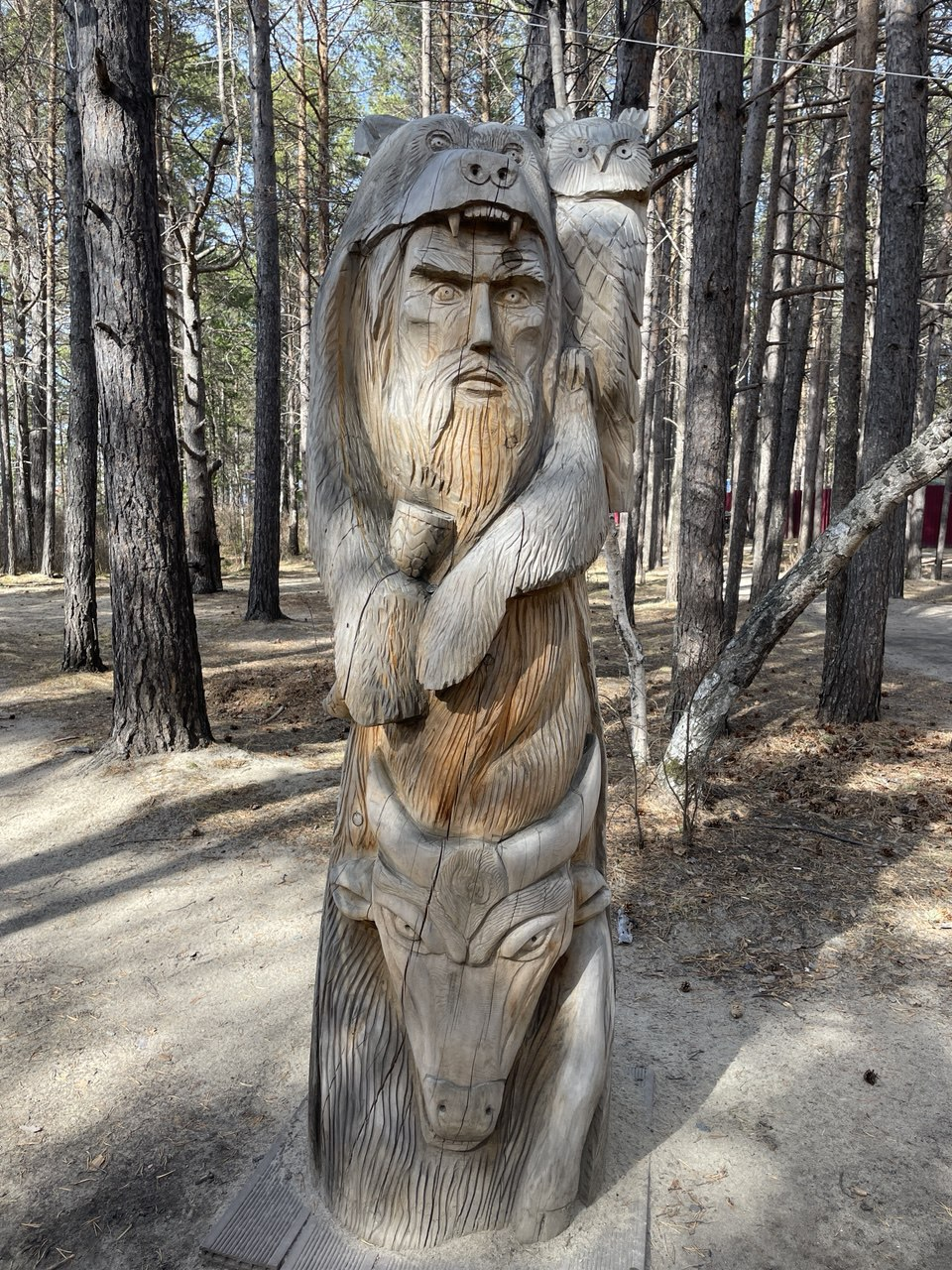
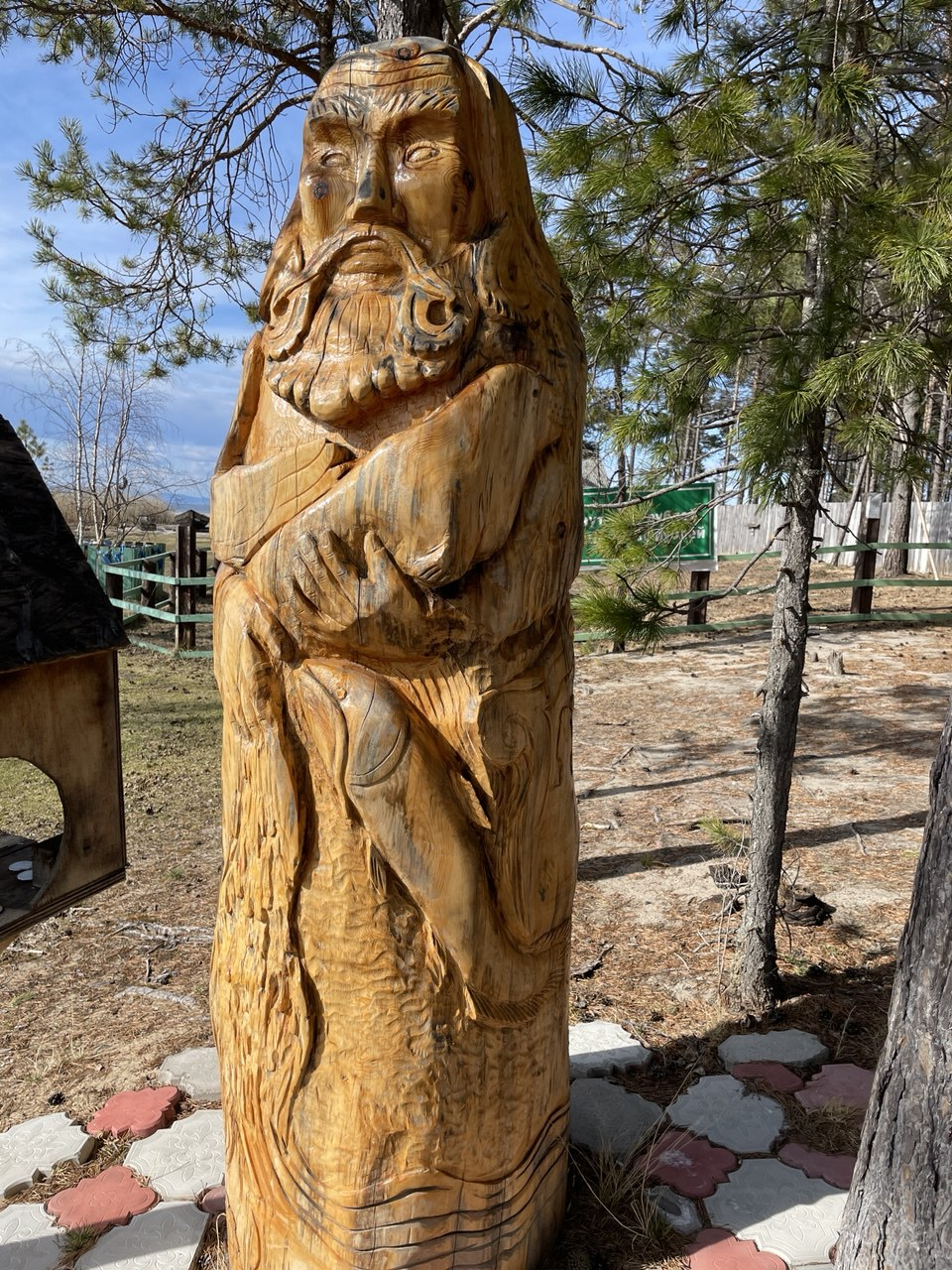
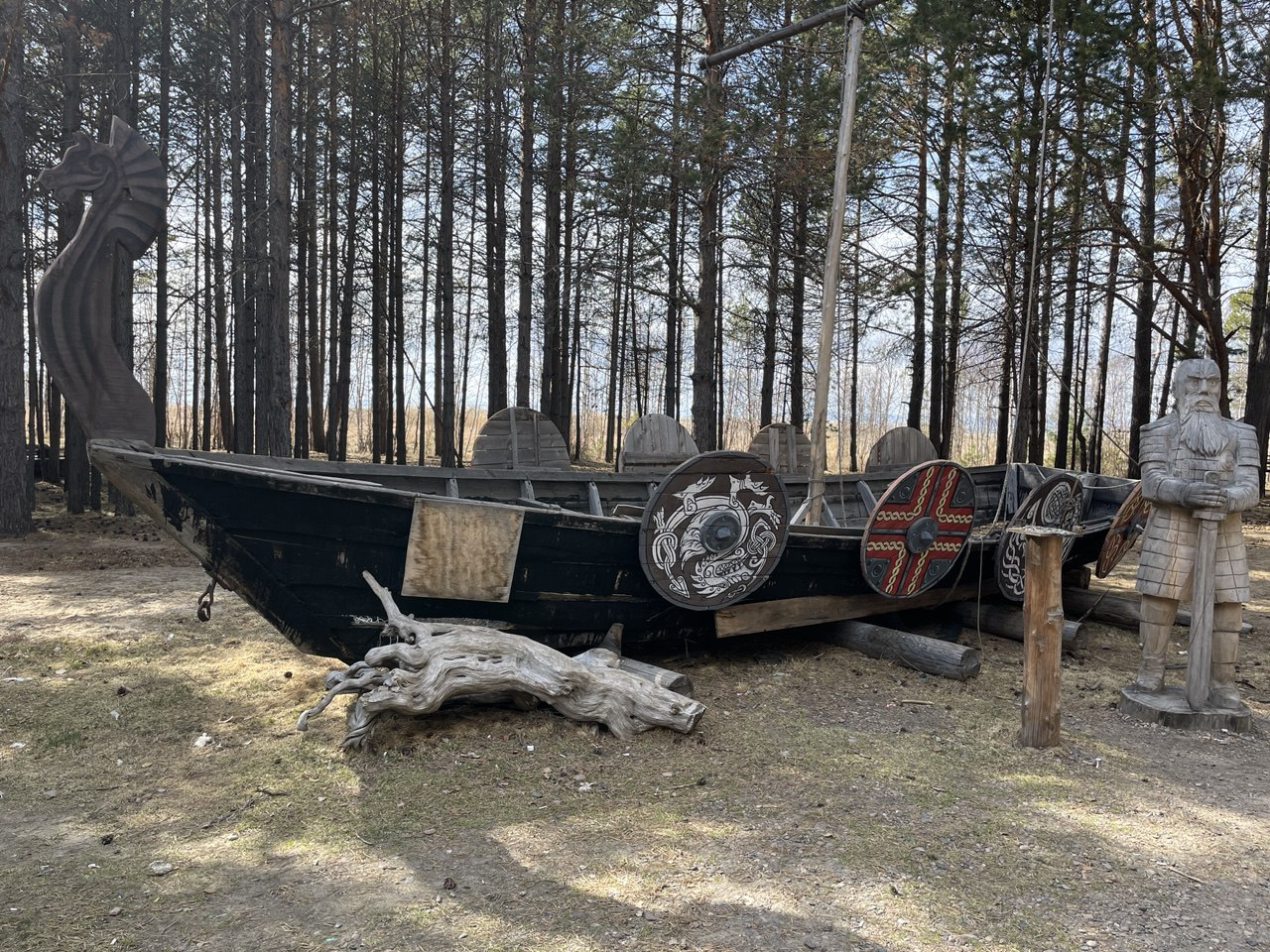
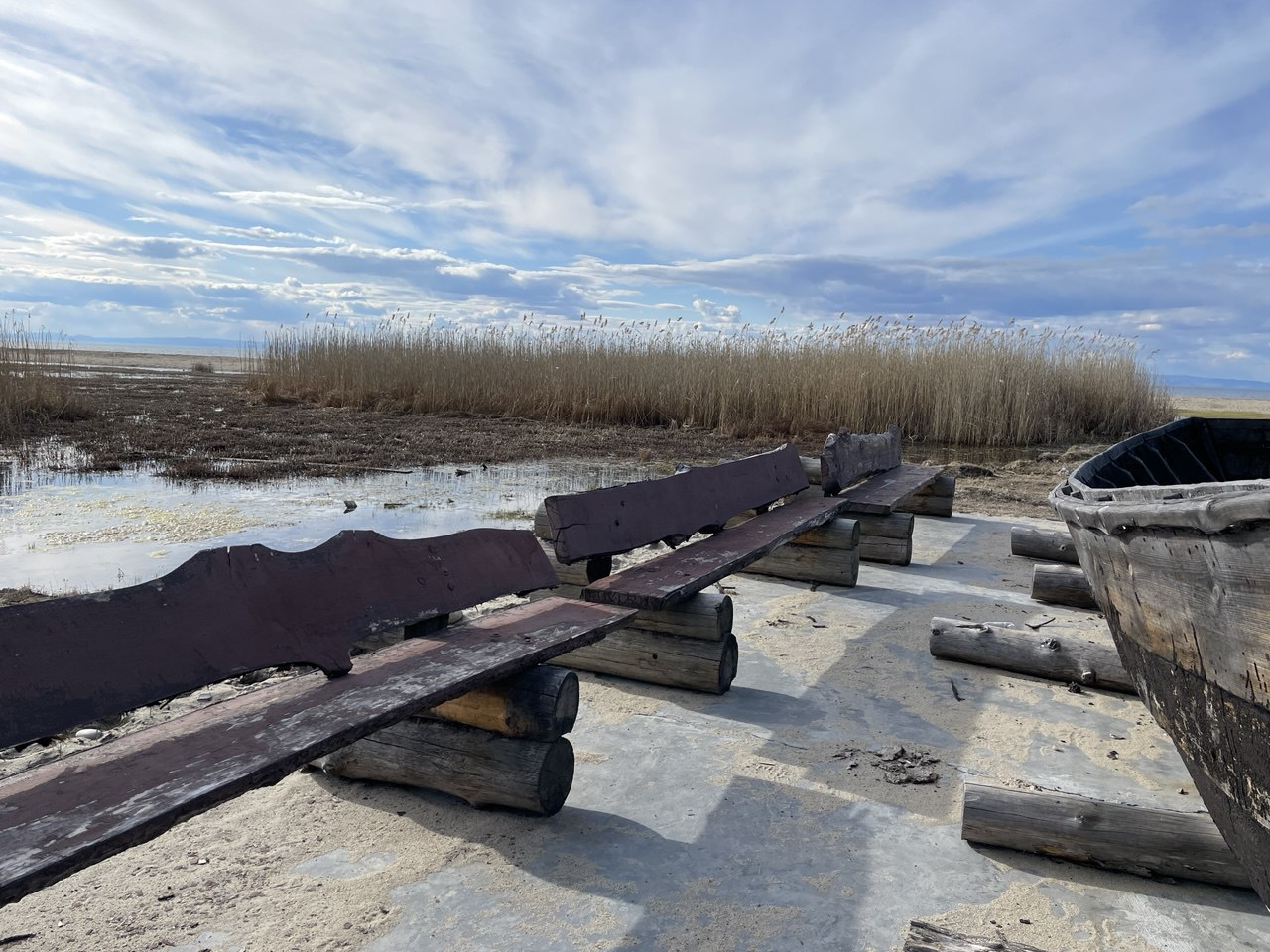